# Wettbewerbsintensität
Als Wettbewerbsintensität wird in der Wettbewerbstheorie und der Wirtschaft der Grad der wechselseitigen Abhängigkeit (Interdependenz) der Konkurrenten untereinander bezeichnet.

## Allgemeines
Um der Wettbewerbspolitik und der Wettbewerbstheorie Anhaltspunkte für erstrebenswerte Wettbewerbsverhältnisse zu geben, wurde versucht, eine optimale Wettbewerbsintensität zu bestimmen. Mit der Wettbewerbsintensität wird gemessen, inwiefern es Wettbewerber im relevanten Markt verstehen, sich durch ihr Marktverhalten zu differenzieren. Sie ist die Geschwindigkeit, mit der Pioniergewinne von Konkurrenten wieder aufgezehrt werden.
Gesteigerte Wettbewerbsintensität wird ausgelöst, wenn in homogenen Märkten Preiskämpfe mit Verdrängungswettbewerb zum Ausbau von Marktführerpositionen stattfinden oder wenn Wettbewerber durch Produktdifferenzierung, Produktvariation oder Nischenstrategien versuchen, ihre Marktanteile zu erhöhen. Die günstigsten Voraussetzungen für eine hohe Wettbewerbsintensität liegen bei einem weiten Oligopol mit mäßiger Produktdifferenzierung vor.

## Arten
Unterschieden wird allgemein zwischen der effektiven und der potenziellen Wettbewerbsintensität. Ihr Unterschied liegt in wettbewerbsbeschränkenden Wettbewerbsabreden, welche die potenzielle Wettbewerbsintensität beeinträchtigen. Die potenzielle Wettbewerbsintensität ist mithin diejenige, bei welcher die Marktteilnehmer keine Wettbewerbsbeschränkungen absprechen. Mit zunehmender Anzahl an Anbietern sind Abreden immer schwerer zu vereinbaren, so dass sich die effektive an die potenzielle Wettbewerbsintensität annähert.

## Volkswirtschaftslehre
Erste Forschungen gingen von Almarin Phillips aus, der 1962 einen Zusammenhang zwischen Wettbewerbsintensität (die er englisch degree of independent rivalry nannte) und Funktionsfähigkeit des Wettbewerbs verneinte. Für ihn steigt die Wettbewerbsintensität mit zunehmender Anbieterzahl, so dass sie den Gegensatz zur Unternehmenskonzentration darstellt.
Die wettbewerbspolitische Konzeption der optimalen Wettbewerbsintensität geht auf Erhard Kantzenbach (1967) zurück. Er hat sich zwar auf Aussagen von Phillips gestützt, aber diese nur teilweise übernommen. Maßstab der Wettbewerbsintensität ist Katzenbach zufolge die Geschwindigkeit, mit der durch Produktinnovation bedingte Pioniergewinne von der Konkurrenz wieder zum Verschwinden gebracht werden. Die potenzielle Wettbewerbsintensität erreicht im Duopol mit zwei Anbietern und dem höchsten Grad der Marktvollkommenheit (homogene Güter, vollkommene Markttransparenz) ihr Maximum, während sie im Polypol am geringsten ist. Allerdings nimmt mit wachsender potenzieller Wettbewerbsintensität das Ausmaß der Wettbewerbsbeschränkungen zu. Die Wettbewerbsintensität ist mithin eine abhängige Variable der Marktform. Ähnlich wie bei Phillips kommt es bei Kantzenbach zu einer überoptimalen Wettbewerbsintensität, im Gegensatz zu Phillips aber nicht bei zu großer, sondern bei zu niedriger Anbieterzahl.

## Betriebswirtschaftslehre
Nach Michael E. Porter gibt es fünf betriebswirtschaftliche Determinanten (englisch five forces) der Wettbewerbsintensität:
- Konkurrenzintensität: Branchenwachstum, Anzahl und Betriebsgröße der Konkurrenten, Marktsättigung, Produktdifferenzierung, Marktsegmentierung, Preispolitik und Marktaustrittsbarrieren;
- Markteintritt: Economies of Scale, Produktdifferenzierung, Marktsegmentierung, Kapitalbedarf, Zugang zum Groß- und Einzelhandel, staatliche Marktzutrittsschranken, mögliche Vergeltungsmaßnahmen der Konkurrenz, Markteintrittsbarrieren;
- Substitutionsgefahr: Preis-Leistungs-Verhältnis der Substitutionsgüter, Umstellungskosten, Substitutionsneigung der Güternachfrage;
- Verkäufermarkt: Unternehmenskonzentration, Marktvolumen, Vorwärtsintegration;
- Käufermarkt: Konzentration der Käufer, Anteil eines Produktes an den Gesamtkosten beim Abnehmer, Rückwärtsintegration, Grad der Standardisierung, Substitutionsgüter, Preisempfindlichkeit.

Es ist davon auszugehen, dass die einer hohen Wettbewerbsintensität ausgesetzten Unternehmen genauer auf ihre Kostenstruktur achten. Das Marktergebnis ist auch bekannt als SCP-Ansatz (englisch structure, conduct, performance).

## Messung
Mit der absoluten Konzentrationsrate lässt sich ausdrücken, welcher Marktanteil auf die größten Unternehmen entfällt. Die Konzentrationsrate {\displaystyle CR_{n}} besagt, wie viel Prozent einer ökonomischen Größe (Umsatzerlös, verkaufte Zeitungen) die {\displaystyle n} größten Unternehmen auf sich vereinen. Wenn beispielsweise auf einem Markt fünf Unternehmen mit einem gleichen Marktanteil von 20 % agieren, dann gibt die {\displaystyle CR_{2}} für die zwei größten Unternehmen einen Wert von {\displaystyle CR_{2}}
{\displaystyle CR_{2}=0,2+0,2=0,4}
an. Der Wettbewerb ist umso schwächer, je weniger Marktteilnehmer vorhanden sind (absolute Konzentrationsrate) oder je ungleichmäßiger die Verteilung des Marktvolumens auf die Marktteilnehmer ist (relative Konzentrationsrate). Die Wettbewerbsintensität steigt bei sinkenden Konzentrationsraten und sinkt bei steigenden Konzentrationsraten. Eine geringe Marktkonzentration liegt bei einer Konzentrationsrate zwischen 0 % und 50 % vor, während von einer hohen Marktkonzentration zwischen 80 % und 100 % gesprochen wird.

## Wirtschaftliche Aspekte
Bei hoher Wettbewerbsintensität können sich die Wettbewerbsfunktionen voll entfalten. In einem Markt mit nur zwei Anbietern (Duopol) führt die Erhöhung des Marktanteils eines Anbieters zu einem sinkenden Marktanteil des Konkurrenten, was einer hohen Wettbewerbsintensität entspricht, während sich im Polypol die Marktanteile vieler Anbieter nur geringfügig vermindern.